# Chauliops horizontalis
Chauliops horizontalis är en insektsart som beskrevs av Zheng 1981. Chauliops horizontalis ingår i släktet Chauliops och familjen Malcidae. Inga underarter finns listade i Catalogue of Life.